# 上原潤之助
上原 潤之助（うえはら じゅんのすけ、1972年10月8日 - ）は、民謡・端唄・俗曲・現代邦楽・津軽三味線などを演奏する、三味線奏者（本人は『マルチ三味線プレイヤー』と称する）。音楽プロデューサー。音楽企画・制作「スタジオジェイズサウンズ」代表。
東京都杉並区出身。本名は潤一。
| スタブアイコン | サブスタブ | この項目は、まだ閲覧者の調べものの参照としては役立たない、音楽関係者（バンド等）に関連した書きかけの項目です。この項目を加筆・訂正などしてくださる協力者を求めています（P:音楽/PJ:芸能人）。 |